# Гантлі (Монтана)
Гантлі (англ. Huntley) — переписна місцевість (CDP) в США, в окрузі Єллоустоун штату Монтана. Населення — 442 особи (2020).

## Географія
Гантлі розташоване за координатами 45°54′1″ пн. ш. 108°18′18″ зх. д. / 45.90028° пн. ш. 108.30500° зх. д. (45.900230, -108.305115).  За даними Бюро перепису населення США в 2010 році переписна місцевість мала площу 4,06 км², з яких 3,90 км² — суходіл та 0,17 км² — водойми.

## Демографія
Згідно з переписом 2010 року, у переписній місцевості мешкало 446 осіб у 192 домогосподарствах у складі 133 родин. Густота населення становила 110 осіб/км².  Було 205 помешкань (50/км²).
Расовий склад населення:
| - 94,6 % — білих - 1,1 % — корінних американців - 0,4 % — азіатів - 1,6 % — осіб інших рас |

До двох чи більше рас належало 2,2 %. Частка іспаномовних становила 4,9 % від усіх жителів.
За віковим діапазоном населення розподілялося таким чином: 20,6 % — особи молодші 18 років, 61,5 % — особи у віці 18—64 років, 17,9 % — особи у віці 65 років та старші. Медіана віку мешканця становила 45,4 року. На 100 осіб жіночої статі у переписній місцевості припадало 98,2 чоловіків;  на 100 жінок у віці від 18 років та старших — 104,6 чоловіків також старших 18 років.
Цивільне працевлаштоване населення становило 323 особи. Основні галузі зайнятості: освіта, охорона здоров'я та соціальна допомога — 30,3 %, транспорт — 16,7 %, сільське господарство, лісництво, риболовля — 15,8 %.